# Obi (selyemöv)

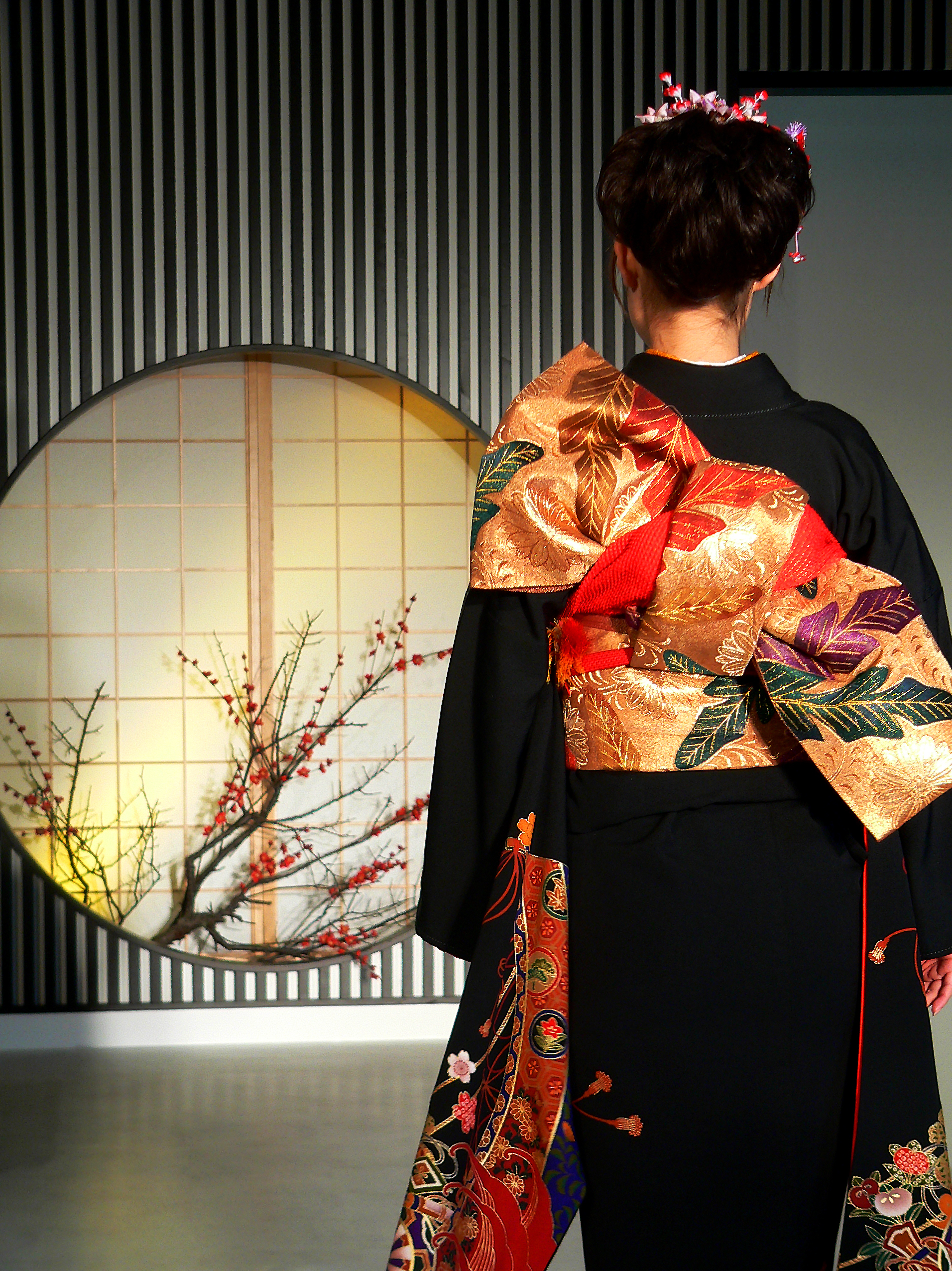
Nő kimonóban, tateja muszubi stílusban megkötött obival

Az obi (帯、おび) selyemöv, melyet tradicionális japán öltözeteknél, a harcművészetben használt egyenruhánál figyelhetünk meg, emellett része a kimonónak is. Olykor dekorációs elemként is használatos,[forrás?] és anyagából különböző kiegészítőket készítenek. Sokféle obit különböztethetünk meg, melyet főként nők viselnek. Szélessége lehet 10-30 centiméter és hosszúsága elérheti a 4 métert is. A formálisabb típusú obi akár meghaladhatja magának a kimonónak is az árát, mivel minden hímzést kézzel készítenek rajta. Már évtizedek óta a japán nők sokkal praktikusabbnak, kényelmesebbnek és gazdaságosabbnak találják a nyugati típusú ruhákat. Ezért a mai modern japán nők mindennapi életének nem szerves része az obi. Manapság általában bizonyos ceremóniákhoz, esküvőkhöz és fesztiválokhoz veszik fel a kimonót és a hozzátartozó obit. Emiatt évente egyre kevesebb obi készül, így igazi különlegességnek számítanak. A legritkább és legdrágább obi a maru obi. Az obit többféleképpen lehet kategóriákba sorolni, például fontos a stílusa, anyaga és az, hogy milyen események alkalmával használják, ugyanis az informálisabb obik keskenyebbek és rövidebbek.

## Története
Napjainkban a kimonónak elengedhetetlen kelléke az obi, azonban jellege sokat változott, hiszen nagyjából 400 évvel ezelőtt az obi nem volt más, mint egy vékony zsinór. Az Edo-korban 1600 körül kezdett el szélesedni és a kor közepe felé 1700 környékén érte el a jelenlegi formáját. Ebben az időben nagy népszerűségnek örvendett a tradicionális japán színjátszás a kabuki, melyben férfi színészek játszották a női szerepeket is és ebben nagy segítségükre volt a nőiesség kihangsúlyozásához a díszes obi viselése.

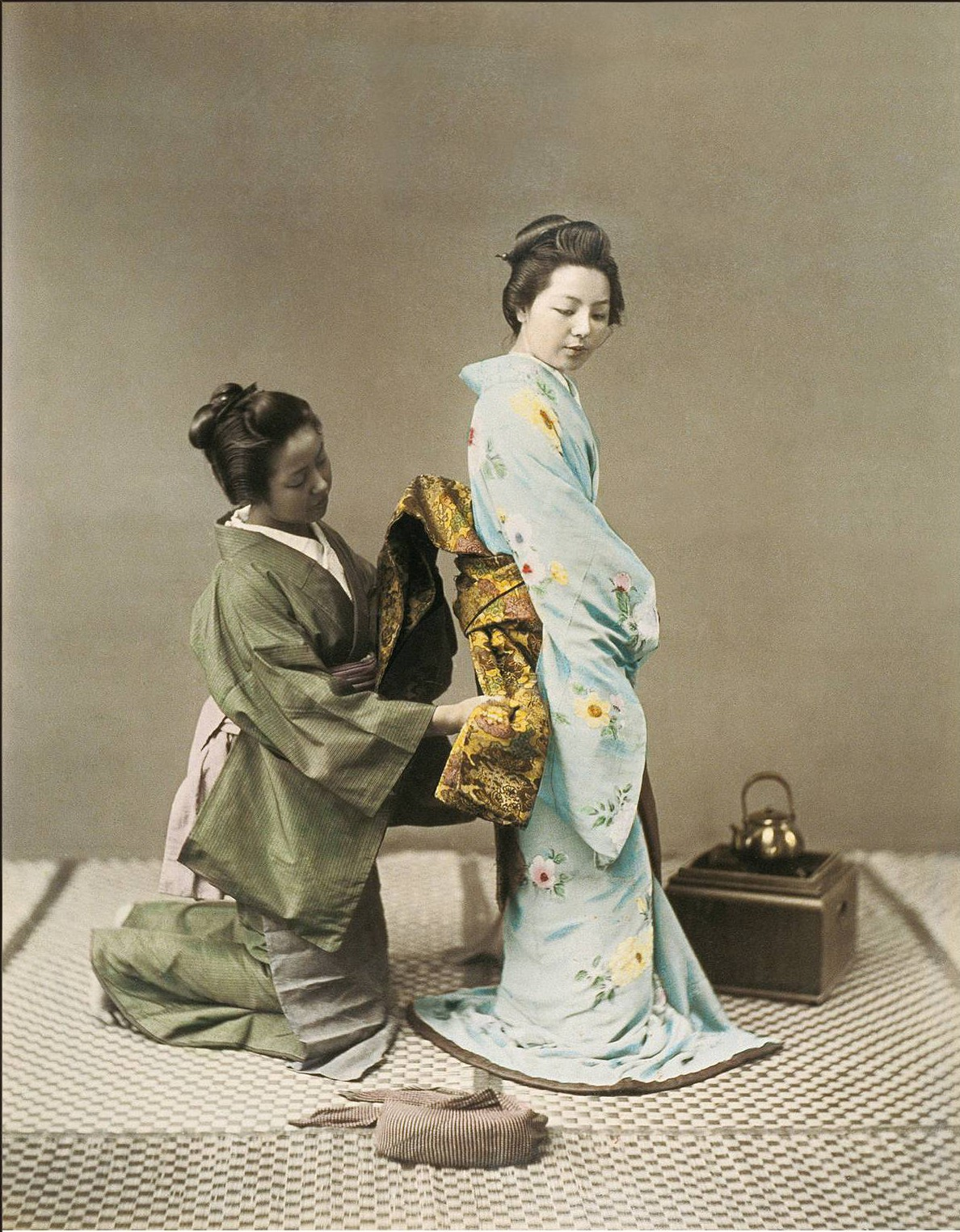
Obi megkötése egy gésának az 1890-es években

Muromacsi-kor és korai Edo-kor (1300–1600 körül) idején a kezdetekben, az obi nem volt több egy vékony derékkötő zsinórnál, ez nagyjából 8 centimétert jelentett. A felsőruházatot, amit az obival kötöttek össze kosodénak hívták, ami egy rövid ujjú öltözet. Ez a méret jóval kisebb a mostaninál. Ahogy a kosode ujja az idő múlásával egyre hosszabb és szélesebb lett, úgy változott maga az obi is.  Ekkoriban az obit egyszerűen a ruhakészítés után fennmaradt maradék anyagból készítették. A Momojama-koron át a korai Edo-korig 1600 körül megjelentek az úgynevezett nagoja obik, amik nagyon népszerűek lettek.
Az Edo-kor közepén (1620–1650) a kosode mérete megegyező lett a maival, azonban az obi szélessége még mindig keskenyebb volt, mint a mostani. A csomó, amit az obiból kötöttek nagyon egyszerűen kivitelezhető volt, az obi végét áthúzták az obi és a test közötti résen. Ezt a csomót cukomi-csomónak hívták. Azonban az Edo-kor közepe felé a gésák is és egy híres kabuki színész, Kichiya Kamimura is előadásaiban elkezdett egy szélesebb obit használni, így egyre népszerűbb lett annak a viselése. Így a megkötése is változott.
1680 és 1750 között az Edo-kor késő közepén az obi egyre szélesebb lett, már elérte a 28 centiméteres szélességet és sok minden változott ebben az időszakban. Mivel különböző anyagokat kezdtek el használni a készítéséhez, például szatént, selymet és bársonyt. Gyarapodott a megkötési stílus is és nevüket híres kabuki színészekről, például Tacunoszuke Mizukiról vagy a híres kártyajátékról, a karutáról kaphatták. Az 1716-os év környékére azonban általánosodott az obi mérete, így a majdnem 4 méter hosszú és a 28 centiméteres széles típus vált jellemzővé, de a megkötési stílust nem szabályozták, azok száma folyamatosan csak nőtt így 1800 körül már 20 féle megkötési stílust vehettünk számba. Ebben az időben vált az obi a női viselet részévé. Habár a kezdetekben az obit elől kötötték meg, mivel maga az obi és a kosode is sokkal vékonyabb volt. Ez az évek múlásával egyre vastagabb lett, így később praktikus okok miatt a hátra került a megkötés. Így az Edo-korban a nők a döntésére lett bízva, hogy hol szeretnék megkötni az obit. Jellemző volt 1750–1867 között, hogy a házas nők hátul, míg a hajadon nők elől kötötték meg. A Meidzsi-korban 1868-tól megszabták, hogy csak hátul lehet viselni és a mai napig ez az obi viselési szabálya.

## Viselése nőknél
A nők az obit viseléskor félbehajtják, így szélessége nagyjából 15-20 centiméteres lesz. Elegánsnak tekinthető az obi megkötése, úgy, hogy a hajtogatott szélesség összhangban legyen a viselője testméreteivel. Rengetegféleképpen meg lehet kötni és ezek különböző megkötési formák mindig illeszkednek az alkalomhoz és a hozzátartozó kimonóhoz. Ahogy megkötési stílusból is számos fajta van, úgy magából az a női obiból is többet különböztethetünk meg. Néhány obi típus csak bizonyos kimonóhoz használatos és a házas és hajadon nőknél eltérő a megkötése. Általában az obi igazodik a kimonó formális és díszes mivoltához. Mindemellett ugyanaz a kimonó viselhető más-más alkalommal, hiszen az obi az, ami megadja a stílusát.

### Az obi típusai nőknél

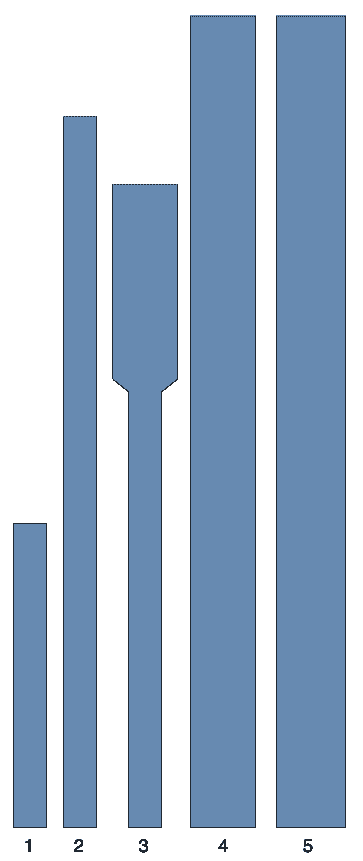
Az obi típusai: 1. Cuke obi 2. Hanhaba obi 3. Nagoja obi 4. Fukuro obi 5. Maru obi

- Maru obi (丸帯) a leghivatalosabb obi típus, ahol mindkét szélén mintázat található a teljes hosszán végig. A klasszikus maru obi 33 centiméter széles. Általában bonyolult mintázatú brokátból készítik és nagyon gazdagon díszítik arany szálakkal. A Meidzsi-korban volt a legnépszerűbb, azonban napjainkban a magas ára és nehéz súlya miatt, ami kényelmetlenné teszi a viselését, ritkán hordják.
- Darari obi (だらり帯) nagyon hosszú, akár 6 méteres maru obi, amelyet a maikók viselnek. Megtalálható rajtuk az okija, vagyis gésaház címere.
- Fukuro obi (袋帯) kevésbé formális a maru obihoz képest. Készítésekor általában vagy az anyagot félbe hajtják, vagy a két anyagot összevarrják. Ha két anyagot használnak akkor jellemző, hogy a belső fele olcsóbb, vékonyabb is könnyebb selyemből készül, mint, a külső fele. Egyes ceremóniáknál a fukuro obi leváltotta a nehéz anyagból készült maru obit, azonban az esküvői öltözeteknél megmaradt a maru obi viselése. Azonban a fukuro obit viseléskor szinte lehetetlen megkülönböztetni a maru obitól. A fukuro obi 30 centiméter széles és 3,6 és 4,5 méter hosszú lehet.
- Hanhaba obi (半幅帯) egy hétköznapi obi otthoni viselésre vagy a haori (kimonó kabát) alá, gyerek kimonókhoz és a nyári jukatához is felveszik. Az anyaga és mintázata egyszerűbb, ez is mutatja a hétköznapi viseléshez való igazodását. Egyes díszesebb hanhaba obikat a maru obiból készítik és a gyerekek hanhaba obija elénk színekkel van elkészítve.

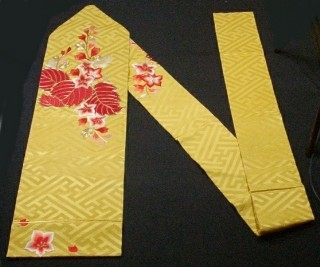
A nagoja obi a legnépszerűbb obitípus Japánban

- Nagoja obi (名古屋帯) napjainkban a legkényelmesebb és leggyakoribb obi. Először Nagoja városában készítették el a Taisó-korban (1912–26). A nagoja obi sokkal könnyebb és egyszerűbb a fukuro és a maru obinál. Szélesebb és keskenyebb résszel is rendelkezik és amikor viselik a keskeny részt kötik a derékra és a szélesebbet pedig csomóba kötik. A legtöbb nagoja obi olcsóbb, mint a maru és a fukuro obi, azonban mintázata még így is lenyűgöző.
- Heko obi (兵児帯) egy nagyon informális obi, amit vékony, puha anyagból készítenek és általában siborival készítenek, ami egy tradicionális japán textilfestési technika. Általában gyerekek és férfiak használták ezt a fajta obit és volt idő, amikor nők számára teljesen elfogadhatatlan volt a viselése. Azonban napjainkban kislányok és felnőtt nők is hordhatják a kevésbé hivatalos kimonókhoz vagy a jukatához. Egy felnőtt által viselt obi mérete megegyezik a tipikus mérettel, 20-30 centiméter széles és 4 méter hosszú.

## Viselése férfiaknál

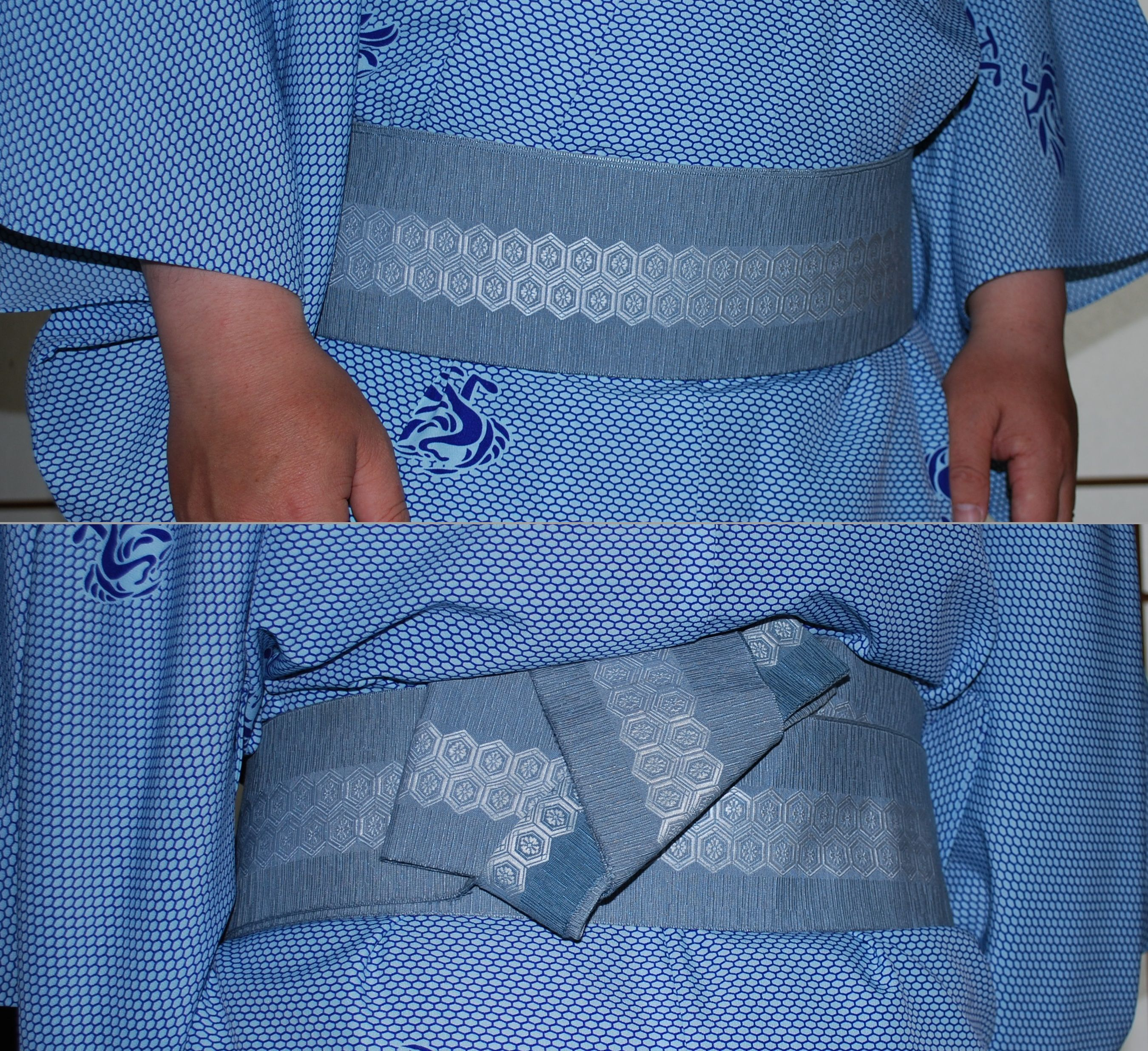
Kaku obi

A formális obi férfiaknál sokkal keskenyebb a nőihez képest, maximum 10 centiméter széles. Stílusban is jóval szerényebb a nőinél, viselésekor a megkötése is sokkal egyszerűbb.

### Az obi típusai férfiaknál
- Heko obi (兵児帯) egy informálisabb obi, amit általában selyemből vagy pamutból készítenek és a 15 és 25 éves kor közötti férfiak viselik. A felnőttek heko obija a többi obihoz hasonlóan 3,5-4 méter, azonban szélessége a 74 centimétert is elérheti. A felnőtt férfiak csak otthon vehetik fel, de a fiatalok jukatához, a kimonó nyári változatához nyári ünnepségeken viselhetik.
- Kaku obi (角帯) egy formális obi típus, szélessége 10 centiméter, hosszúsága pedig 4 méter. Anyagától, színétől és mintázatától függően viselhető egyaránt a mindennapok részeként vagy egy közeli hozzátartozó temetésekor.

## Viselése gyerekeknél

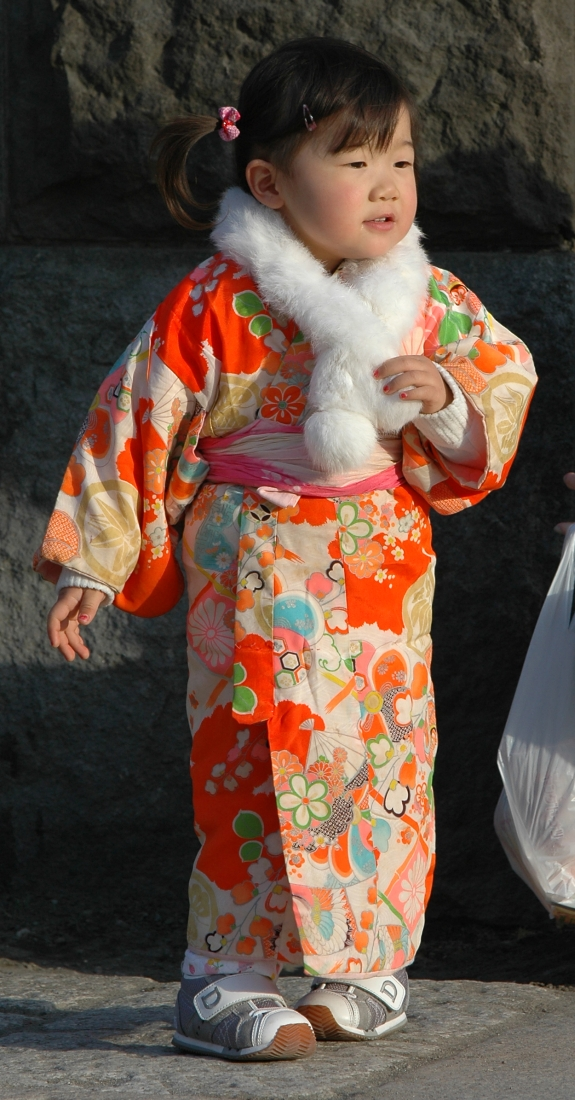
Kimonót viselő kislány. Egy egyszerű és puha obi van a derekára kötve

A gyerekek általában nevezetes ünnepnapokon viselnek kimonót. Ilyen alkalom például a Sicsi-Go-Szan, amikor a 3 és 7 éves lányokat és az 5 éves fiúkat ünneplik. A gyerek kimonók egyfajta miniatűr változatai a felnőtt kimonónak és viselésükkor egy puha anyagú, sálszerű obit kötnek a derekukra.

### Az obi típusai gyerekeknél
- Sigoki obi (しごき帯) típusnak manapság díszítő funkciója van kihangsúlyozva. Része a 7 éves lányok kimonójának a Sicsi-Go-Szan ünnepségen.
- Cuke obi (付け帯) a gyerekek által használt obik közül nagyon népszerű, kényelmességi szempontok miatt. Vannak azonban hivatalosabb változatai is és azok a fukuro obi formalitásának feleltethetőek meg.

## A harcművészetekben
Számos japán harcművészet öltözetének a része az obi. Ezek a típusú obik gyakran vastag pamutból készülnek és nagyjából 5 centiméter szélesek. A színükön van a hangsúly, mivel az határozza meg, hogy viselője milyen szinten tart az adott harcművészetben. A fehér szín a kezdő szintet és a fekete pedig a mestert jelöli. Amikor a gyakorlatok során hakamát is viselnek, akkor nincs különösebb jelentése a színeknek.

## Csomó (muszubi)
Az obi megkötésekor keletkező csomót muszubinak nevezik. (結び、むすび) Manapság a női csomók egyedül nem képesek megtartani magát az obit, inkább díszítő funkcióként szolgálnak. Ahhoz, hogy az obi mégis megkötve maradjon sokféle kiegészítőket használnak. Általában az obi megkötéséhez egy másik személy segítsége is szükséges lehet, azonban, ha egyedül kötik meg, akkor ideiglenesen különböző szalagokat használnak a folyamat során. A dekoratív típusú csomóknak rengeteg fajtája ismert és mindegyik virágokat és madarakat fejez ki. Általánosságban elmondható, hogy a bonyolultabb és mutatósabb csomókat a még fiatal hajadon nők szokták viselni ünnepi alkalmakon, házas nőké pedig jóval szerényebb. Régebben úgy tartották, hogy ezek a csomók távol tartják a gonosz szellemeket.

### Típusai

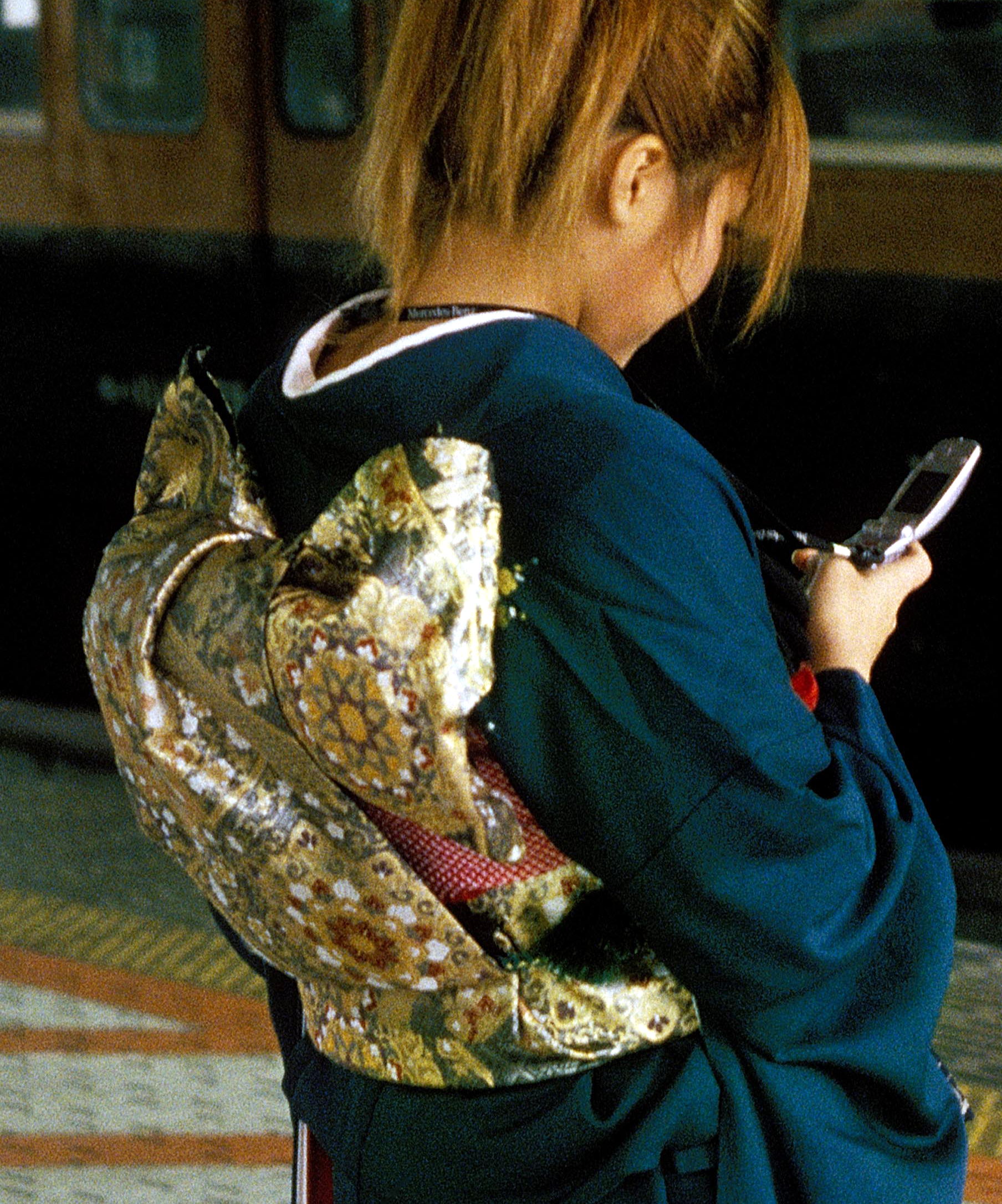
Fukura szuzume muszubi

- Aszagao muszubi (朝顔、あさがお) a jukatához használatos és nevében a japán hajnalka jelenik meg.
- Ajame muszubi (菖蒲、あやめ) egy nagyon dekoratív és bonyolult csomó és az íriszt szimbolizálja. Általában a fiatal nőknél jelenik meg, hétköznapi ünnepségeken.
- Bara muszubi (薔薇、バラ) a muszubi nagyon feltűnő típusa. A nem hivatalos eseményeken a fiatal nők körében jelenik meg. Bonyolultsága miatt nem ajánlatos a többszínű és mintás obinál használni. A kimonó mintájának illenie kell a csomó által kifejezett virághoz, ami ebben az esetben a rózsa.
- Darari muszubit manapság a maikók, táncosok és kabuki színészek használják. Régen a gazdag kereskedők lányainak kellett ebben a típusban megkötni az obit. Egy 3 méteres változata is ismerhető, amit handara muszubinak neveznek, amit a hagyomány szerint azok viselik, akikből később maiko válik. Általában a maikók viselik ezt a fajta csomót egyes táncokhoz.

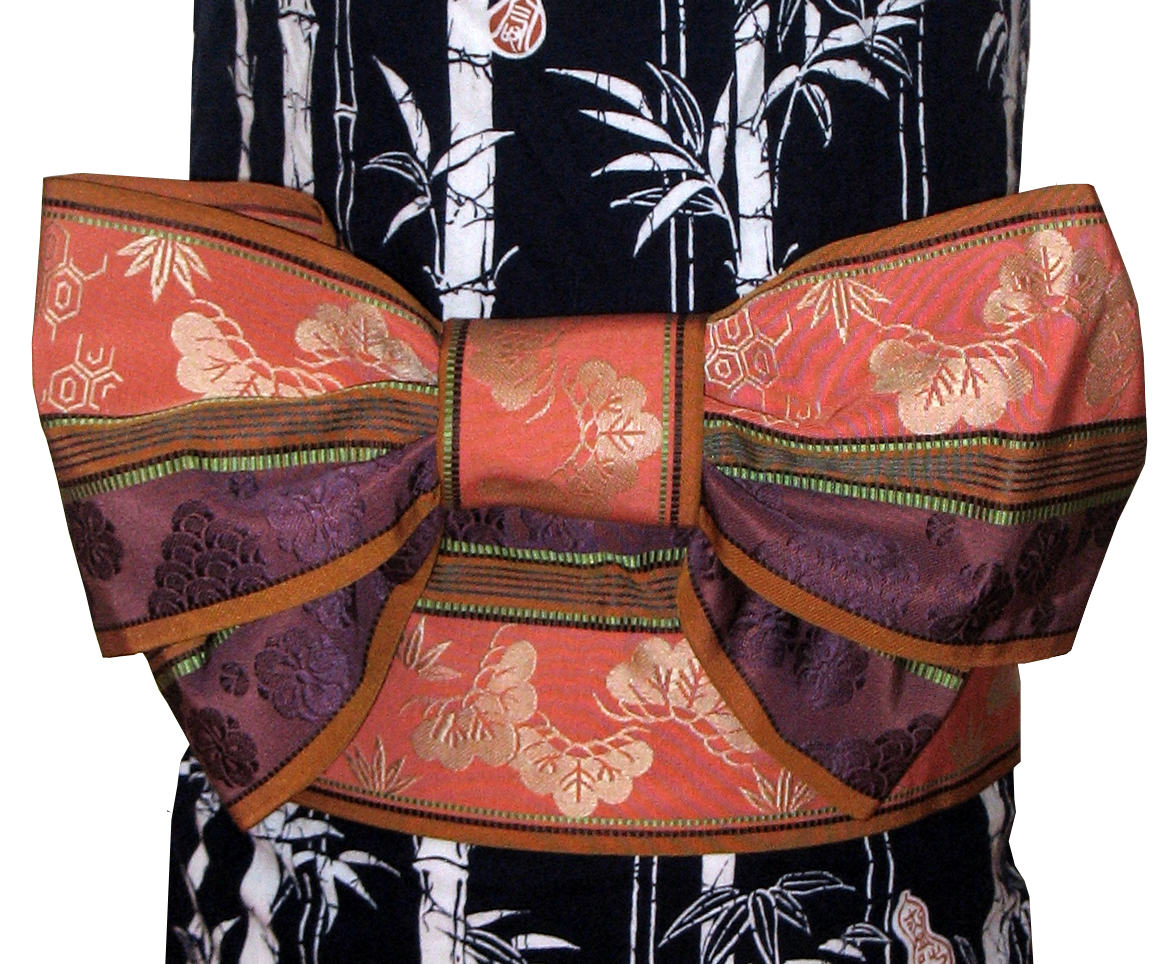
Csócsó muszubi

- Csócsó muszubi (蝶蝶、ちょうちょう) a pillangó nevet viseli és a hanhaba obit használják megkötéséhez. Általában a viseléskész obikat (cuke obi) pillangó csomóban kötik meg.
- Fukura szuzume muszubi (ふくら雀) nagyon dekoratív, szárnyait széttáró verébre emlékeztető típus. Kizárólag a hajadon nők viselhetik és a hivatalos eseményeken használják.
- Tateja muszubi (立て矢) leginkább egy íjra hasonlít és egyike azon csomó típusoknak, amiknek a legegyszerűbb a megkötése.

## Galéria

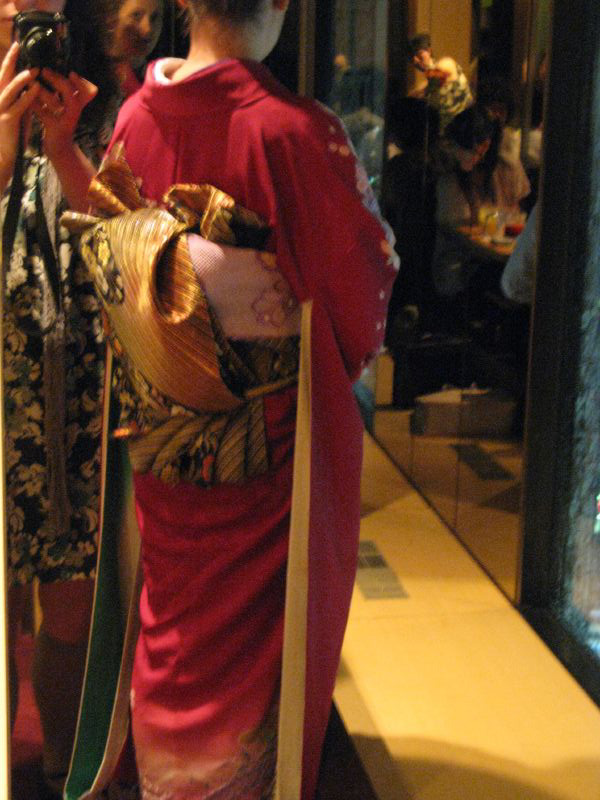
Összetett típusú muszubi, melyet esküvőkre szokás készíteni
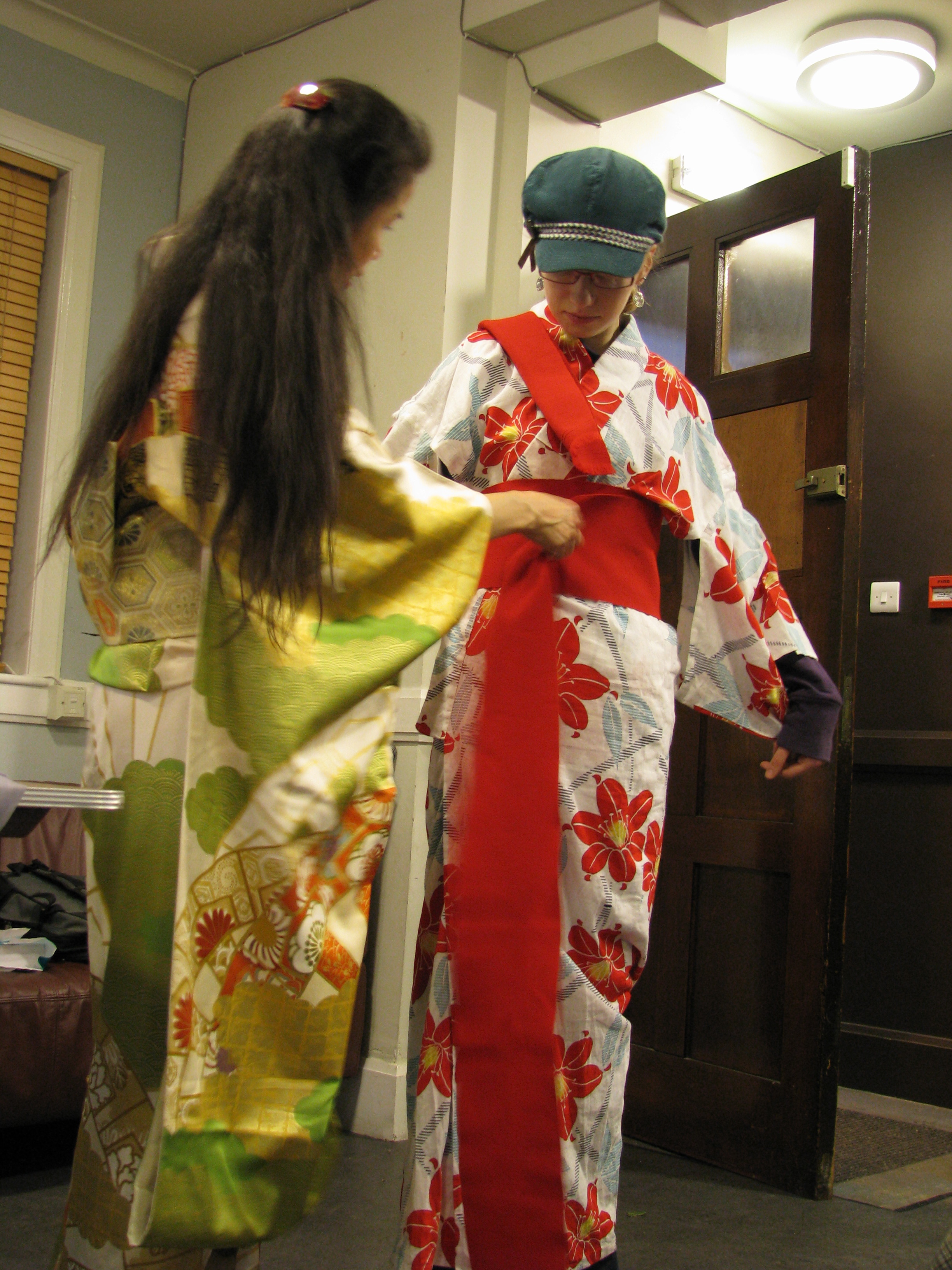
A hanhaba obi megkötése a jukata körül
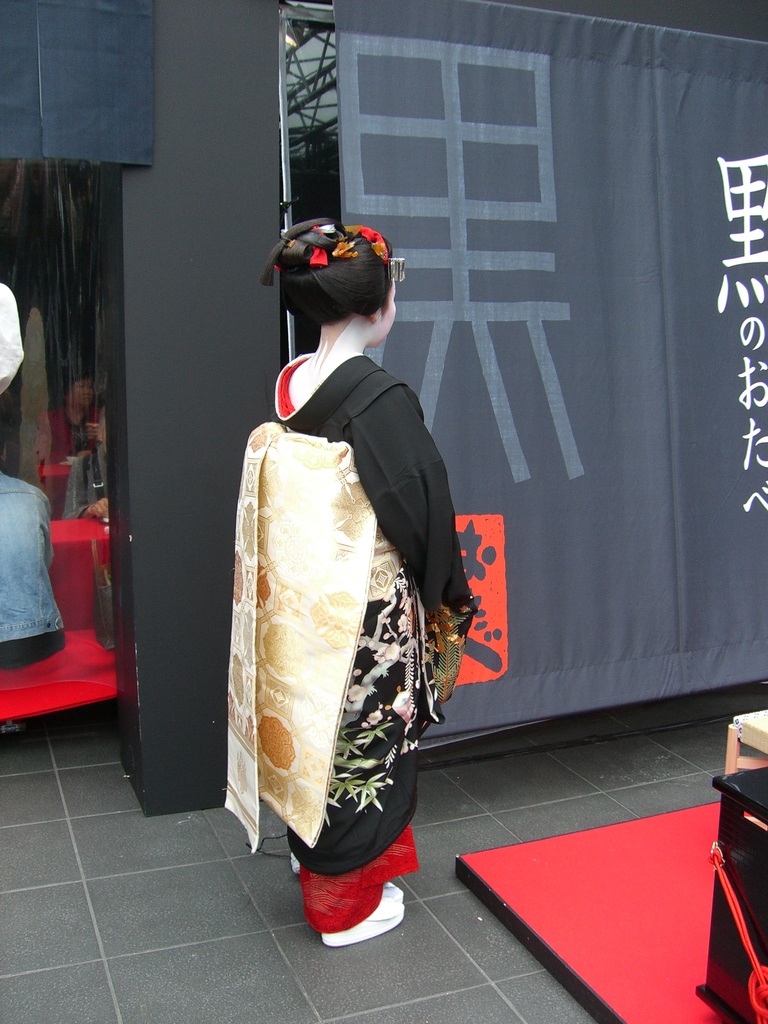
Egy maiko Kiotóban. Obija darari stílusban van megkötve

## Fordítás
- Ez a szócikk részben vagy egészben  az   Obi (sash) című angol Wikipédia-szócikk ezen változatának fordításán alapul.  Az eredeti cikk szerkesztőit annak laptörténete sorolja fel. Ez a jelzés csupán a megfogalmazás eredetét és a szerzői jogokat jelzi, nem szolgál a cikkben szereplő információk forrásmegjelöléseként.